# Gilbert (Minnesota)
Gilbert és una població dels Estats Units a l'estat de Minnesota. Segons el cens del 2000 tenia 1.847 habitants.

## Demografia
Segons el cens del 2000, Gilbert tenia 1.847 habitants, 842 habitatges, i 495 famílies. La densitat de població era de 60,5 habitants per km².
Dels 842 habitatges en un 24,2% hi vivien nens de menys de 18 anys, en un 46,2% hi vivien parelles casades, en un 8,3% dones solteres, i en un 41,2% no eren unitats familiars. En el 37,3% dels habitatges hi vivien persones soles el 19,7% de les quals corresponia a persones de 65 anys o més que vivien soles. El nombre mitjà de persones vivint en cada habitatge era de 2,19 i el nombre mitjà de persones que vivien en cada família era de 2,88.
Per edats la població es repartia de la següent manera: un 21,1% tenia menys de 18 anys, un 8% entre 18 i 24, un 25,6% entre 25 i 44, un 23,8% de 45 a 60 i un 21,6% 65 anys o més.
L'edat mediana era de 42 anys. Per cada 100 dones de 18 o més anys hi havia 94,4 homes.
La renda mediana per habitatge era de 35.859 $ i la renda mediana per família de 44.931 $. Els homes tenien una renda mediana de 40.625 $ mentre que les dones 19.333 $. La renda per capita de la població era de 17.407 $. Entorn del 9% de les famílies i el 13,2% de la població estaven per davall del llindar de pobresa.

## Poblacions més properes
El següent diagrama mostra les poblacions més properes.